# Trípode fotogràfic

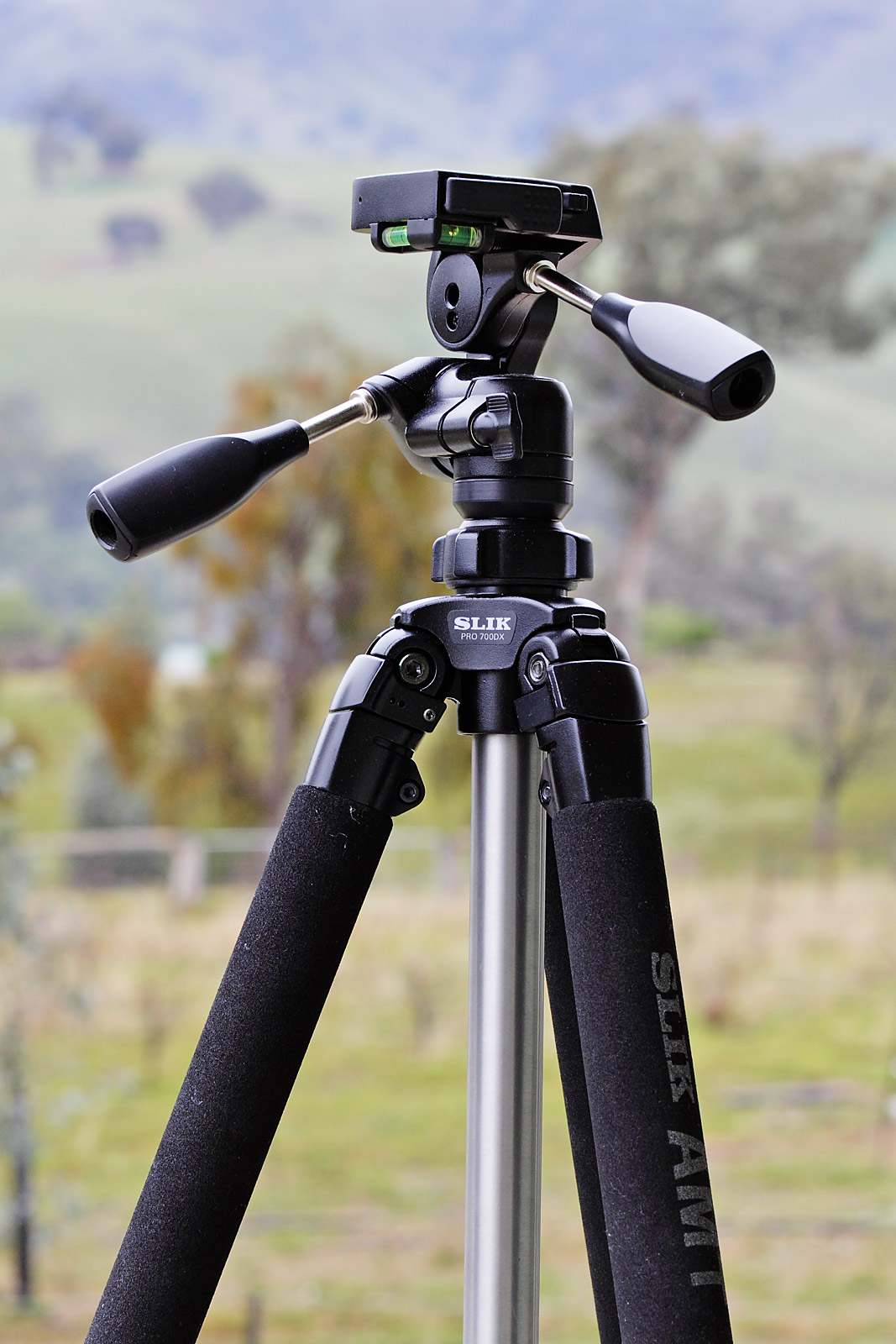
Base per la càmera d'un trípode

El trípode és una estructura amb tres peus que subjecta un instrument (càmera, telescopi…) amb el mínim moviment possible. N'hi ha de diversos materials, però els més comuns són els metàl·lics. El trípode un element molt important quan s'intenta fer fotografies de certa qualitat més enllà de la instantània. La funció principal d'un trípode és evitar el moviment de la càmera durant la realització de la fotografia.

## Ròtula
A la part superior del trípode hi trobem la ròtula, la part mòbil a la qual es fixa la càmera o aparell òptic per encarar-la i inclinar-ne en la direcció desitjada. En les feines de vídeo, la ròtula ha de permetre dos moviments fluids: pan (en sentit horitzontal) i tilt (en sentit vertical). També tenen la necessitat d'una sabata o capçal adaptable per a col·locar i retirar la càmera a la ròtula.
En feines d'estudi de televisió o cinema, els trípodes poden estar col·locats sobre un artefacte amb rodes el que els permet el moviment dins el plató. Tot i que no està pensat per a realitzar travellings amb aquestes rodes, pot ser-ne útil en alguna situació.

## Tipus

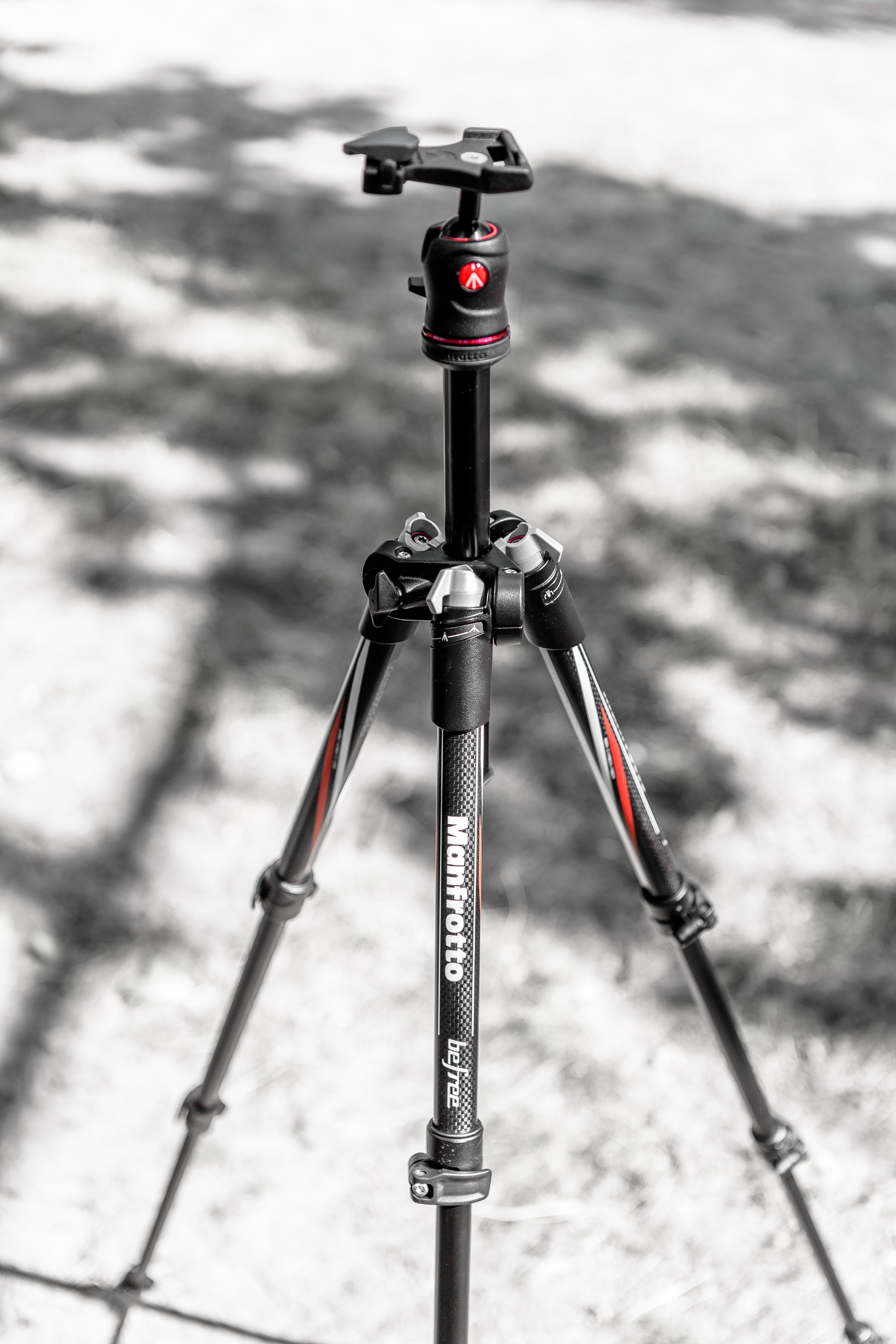
Trípode lleuger de Manfrotto

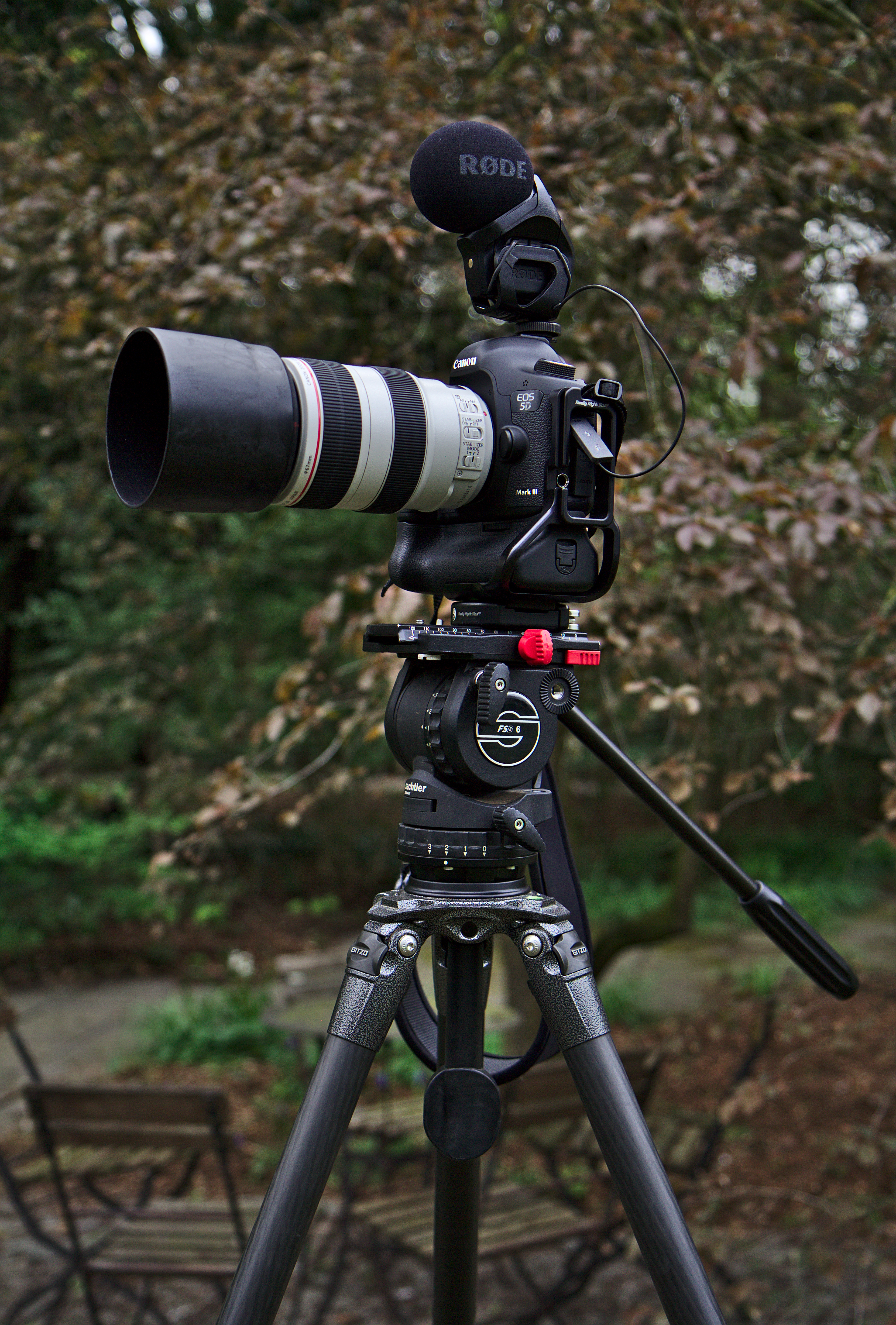
Càmera Canon 5D Mark III preparada per a gravar vídeo des d'un trípode Gitzo de fibra de carboni

Hi ha diverses classificacions de trípodes en funció dels materials, ròtules, lleugeresa, etc. En relació al material els més habituals són estan fets d'alumini i solen ser més econòmics. A mesura que el material és més resistent i menys pesat com els de fibres de carboni, el preu augmenta. Això va lligat també, normalment, a la complexitat de la ròtula, tot i que alguns no la porten integrada, ja que la ròtula va lligada a les necessitats de cada operador. Molts trípodes porten integrat un indicador de nivell per a les potes i la ròtula, per a calibrar si està col·locat recte.
Molts dels trípodes més cars tenen característiques addicionals, com ara un pal central reversible de manera que la càmera pot ser muntada entre les cames, el que permet trets des de posicions baixes, i les cames que poden obrir a diversos angles diferents.
Els trípodes de taula són els més petits i poden costar menys de 20 € els models més bàsics o més de 500 € els models professionals, així com suportar al voltant de 70 kg. Aquests s'utilitzen en situacions on un trípode estàndard podria ocupar o pesar massa. Venen amb una ròtula senzilla amb bola giratòria per realitzar els moviments.
En lloc d'un complement per al trípode alguns operadors de càmera o fotògrafs utilitzen un suport telescòpic amb una sola cama, anomenat monopeu. Aquest té l'avantatge de ser més ràpid i senzill de muntar i desmuntar. Un monopeu requereix l'operador per mantenir la càmera al seu lloc, però a causa que el monopeu redueix el nombre de graus de llibertat de la càmera, i també perquè el fotògraf ja no ha de suportar tot el pes de la càmera, es pot proporcionar alguns dels avantatges d'estabilització com un trípode.

## Pas de rosca
Seguint la norma ISO 1222:2010 el trípode estàndard actual té una rosca del pas 1/4" -20 UNC3 o 3/8-16 UNC,4 per a poder enroscar la càmera. La majoria de càmeres de gran consum estan equipades amb una rosca 1/4-20 UNC. En canvi les càmeres professionals més grans i els seus objectius acostumen a portar rosques de 3/8-16 UNC, però a part també porten un adaptador extraïble per al pas 1/4-20 UNC, el que els permet un muntatge en un trípode estàndard.
Històricament el pas de rosca estàndard per a fixar les càmeres antigues petites en el seu trípode era el pas 1/4-20 BSW5 i per a càmeres grans 3/8-16 BSW.6. Però de fet per a la seva aplicació en fotografia, els perfils de rosca BSW i UNC són tan similars que es pot muntar una càmera moderna en un trípode antic i viceversa.